# Forcipomyia winderi
Forcipomyia winderi är en tvåvingeart som beskrevs av Wirth 1991. Forcipomyia winderi ingår i släktet Forcipomyia och familjen svidknott. Inga underarter finns listade i Catalogue of Life.